# Edris Saint-Amand
Edris Saint-Amand, (1918-2004), écrivain, enseignant, syndicaliste et diplomate haïtien. 

## Biographie
Édris Saint-Amand est né aux Gonaïves, le 26 mars 1918.
Après des études secondaires il entre à l'École des Sciences Appliquées de Port-au-Prince.
En 1942, il publie un essai, Essai d'explication de Dialogue de mes lampes, sur l'œuvre du poète Clément Magloire-Saint-Aude. 
En 1949, il part à Paris poursuivre des études universitaires et obtint le diplôme de l'École des Hautes Études Internationales. 
Syndicaliste, il se bat pour un monde plus juste. Face à la dégradation de l'état personnel des individus, il prône le combat politique pour sortir de la détresse.
En 1952, il publie son célèbre roman Bon Dieu rit.
En 1958, il revient à Haïti où il fut nommé professeur à L'Institut Haïtien des Hautes Études Internationales.
En 1995, il est nommé ambassadeur en Argentine.
Il meurt à Port-au-Prince le 9 février 2004.

## Postérité

### Dans la Caraïbe

#### En Guadeloupe
Son roman Bon Dieu rit, classique de la littérature caribéenne, a beaucoup marqué Maryse Condé qui, à plusieurs endroits, lui rend hommage par de multiples clins d’œil littéraires (parodies). Dans En attendant la montée des eaux, le dernier chapitre s'ouvre sur une prosopopée de la "main ensorcelée de Dieu" qui se manifeste sous la forme d'un ouragan. Dans ce paragraphe, la romancière guadeloupéenne signifie sur - d'après la figure littéraire théorisée par Henry Louis Gates Jr. dans The Signifying Monkey - Édris Saint-Amand en poursuivant le persiflage de ce dernier : le titre du roman est en effet incorporé à la phrase condéenne de manière inattendue, à moins d'y entendre le proverbe haïtien "sa nèg fè nèg Bon Dié ri".
Un cyclone, c'est la main ensorcelée de Dieu qui s'abat sur un pays. Alors, elle arrache une à une les feuilles des pié bwa, casse leurs branches, déracine les plus solides, couche les plus faibles. Elle ne respecte ni pauvres ni riches. Avec égale fureur, elle aplatit les bateaux de plaisance des bourgeois dans les marinas et les cases rapiécées des malheureux dans les Fonds. Elle s'amuse à faire valdinguer les voitures et les scooters qui restent dans les parkings. Quand elle a tout cassé, détruit, alors "Bon Dieu rit".